# 寝屋川市立啓明小学校
寝屋川市立啓明小学校（ねやがわしりつ けいめいしょうがっこう）は、大阪府寝屋川市高柳6丁目にある公立小学校。
寝屋川市のベッドタウン化による地域人口に伴い、寝屋川市立西小学校の児童数が増加して過大規模になっていた。このことへの対策として、寝屋川市で8番目の公立小学校として、1967年（昭和42年）に西小学校より分離開校した。

## 沿革
- 1967年4月1日 - 寝屋川市立西小学校から分離開校
- 1967年8月4日 - 本館竣工
- 1967年8月20日 - 新校舎（現在地）に移転
- 1973年4月1日 - 寝屋川市立和光小学校を分離

## 主な進学先
- 寝屋川市立第九中学校

## 出身者
- 又吉直樹（お笑い芸人）
- 豪ノ山登輝(大相撲力士)